# Псковский Пахарь

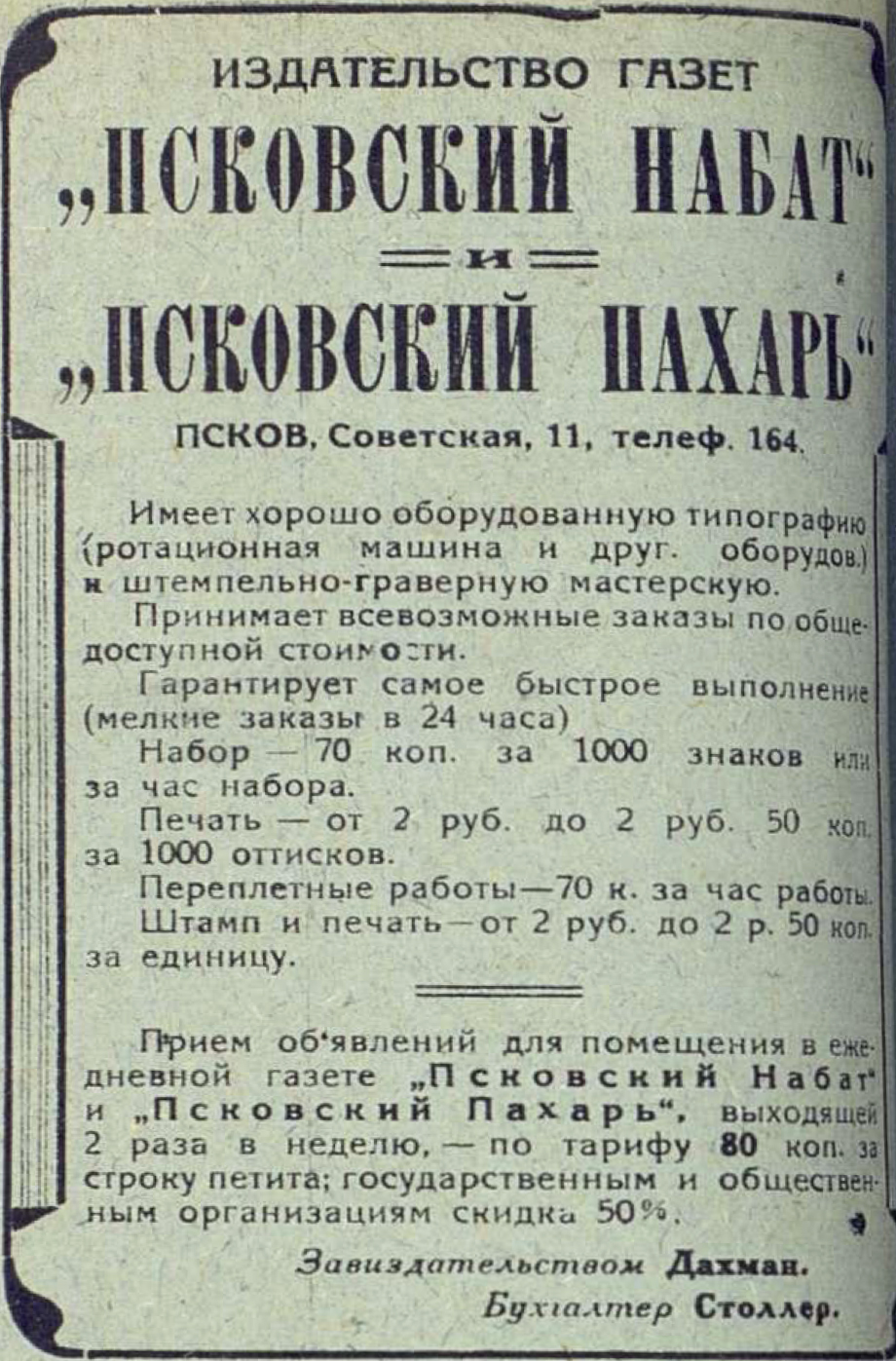
Реклама издательства, 1930 год.

«Псковский Пахарь» — еженедельная псковская городская и областная общественно-политическая крестьянская газета. Выходила в период с 1 февраля 1924 по 1930 год, когда была объединена с газетой «Псковский Набат» в издание «Псковский колхозник».

## История
«Псковский Пахарь» был основан Никандром Алексеевичем Алексеевым 1 февраля 1924 года как крестьянская коммунистическая газета. Первый тираж составил 3780 экземпляров. Газета быстро набрала популярность в крестьянской среде, и уже к следующему году тираж возрос до 12 000 экземпляров, причём 11 000 были подписными. Штат газеты насчитывал более четырёхсот сельских корреспондентов. Лозунг газеты — «Союз рабочих и крестьян».
В 1930 году газета была упразднена как самостоятельное издание, объединившись с Псковским Набатом под именем Псковский Колхозник.
У «Псковского Пахаря» издавалось приложение «Юный Пахарь», выходившее небольшим тиражом и рассчитанное на подростковые слои крестьянства.

## Тематика
На страницах «Псковского Пахаря» публиковались материалы следующего содержания:
- освещение массово-политических кампаний;
- материалы беспартийных крестьянских конференций;
- передовые методы сельскохозяйственного производства;
- обобщение опыта лучших кооперативов, крестьянских хозяйств;
- советы агрономов и животноводов;
- освещение ликбеза и «культурной революции» на селе;